# Carthage (Missouri)
Carthage is een plaats (city) in de Amerikaanse staat Missouri, en valt bestuurlijk gezien onder Jasper County.

## Demografie
Bij de volkstelling in 2000 werd het aantal inwoners vastgesteld op 12.668.
In 2006 is het aantal inwoners door het United States Census Bureau geschat op 13.343, een stijging van 675 (5,3%).

## Geografie
Volgens het United States Census Bureau beslaat de plaats een oppervlakte van
24,8 km², waarvan 24,7 km² land en 0,1 km² water. Carthage ligt op ongeveer 291 m boven zeeniveau.

## Plaatsen in de nabije omgeving
De onderstaande figuur toont nabijgelegen plaatsen in een straal van 12 km rond Carthage.

## Geboren
- Janet Kavandi (1959), astronaute